# 弘前大學
弘前大学，是位于日本青森县弘前市的国立大学，简称弘大。其前身旧制弘前高等学校的毕业生中，有著名作家太宰治、电影导演铃木清顺、NHK原播音员铃木健二兄弟及著名甲骨文學者島邦男等。另外，该大学附属医院的医局在全国国立大学中率先被废止也成了一个话题。

## 沿革
- 1949年 （旧制）弘前高等学校・青森师范学校・青森青年师范学校・青森医学专门学校・弘前医科大学等学校合并而成的新制弘前大学成立。设有文理学部・教育学部・医学部
- 1955年 农学部设立
- 1965年 改组文理学部，设立人文学部・理学部
- 1997年 改组理学部・农学部，设立理工学部・农学生命科学部
- 2000年 合并医疗短期大学部和教育学部护理课程，设置医学部保健学科

## 学部・学科
- 人文社会科学部
- 教育学部
- 理工学部
- 数理系统科学科
- 物质理工学科
- 地球環境学科
- 電子情報系统学科
- 智能机械系统学科
- 农学生命科学部
- 医学部
- 医学科
- 保健学科

## 学生社团
- 弘前大学混声合唱团
- 弘前大学僻地教育研究会
- 弘前大学保龄球部
- 弘前大学手球部
- 弘前大学基础滑雪部
- 弘前大学羽毛球部
- 弘前大学网球部手机主页(http://fhp.jp/wsjgt092/)

## 著名校友
- 安彦良和 - 漫画家，肄业
- 高桥千鹤子 - 众议院议员（日本共产党）
- 太宰治 - 作家

## 其他
弘前大学的前身旧制弘前高校是太宰治度过学生时代的地方，因此很多游客光临其旧址的文京町校区。集中了弘前大学大部分设施的文京町校区，在二战前曾被日本陆军第八师团当作师团司令部使用。